# Virginie Dedieu
Pour les articles homonymes, voir Dedieu.
Virginie Dedieu, née le 25 février 1979 à Aix-en-Provence, est une sportive en natation synchronisée.

## Biographie

### Natation synchronisée
Multiple championne de France et d'Europe, elle est surtout sacrée trois fois de suite championne du monde en solo et obtient une médaille de bronze aux Jeux olympiques de Sydney en duo avec Myriam Lignot. Alors qu'elle avait annoncé sa retraite sportive après son deuxième titre mondial en 2005, pour poursuivre des études d'architecture intérieure et de design, elle revient à la compétition pour remporter un troisième titre consécutif en 2007. Elle explique alors : « Mon corps est fait pour ce sport. Je suis faite pour ce sport. Je suis légère donc je peux aller haut. Je suis petite donc véloce. Et je suis forte en apnée ».
Lors des championnats du monde de 2015 à Kazan qui autorise pour la première fois les hommes à concourir, elle forme un duo mixte avec Benoit Beaufils. Ils terminent quatrièmes.

### Reconversion
Virginie Dedieu a obtenu un diplôme d'architecte d'intérieur. Elle organise des stages de natation synchronisée tous les étés sous le nom de Synchro Camp où elle réalise des démonstrations. À l'occasion des Jeux olympiques 2012 à Londres, 2016 à Rio et 2020 à Tokyo, elle commente en tant que consultante les épreuves de natation synchronisée (depuis 2012) et de plongeon (depuis 2016) pour France Télévisions. En 2018, elle commente les épreuves de natation synchronisée des championnats sportifs européens.
Elle est la mère de deux garçons, Dima et Macéo.
La piscine municipale de Fuveau porte son nom.

## Distinction
Elle est promue chevalier de la Légion d'honneur le 1er janvier 2006.

## Palmarès

### Championnats du Monde
- Championne du monde en solo en 2007

Pour son retour à la compétition, après une absence de 15 mois, elle gagne un troisième titre mondial en solo.
- Championne du monde en solo en 2005

Virginie est donc en 2005 la seule sportive de sa discipline à devenir double championne du monde en solo.
- Championne du monde en solo en 2003
- Vice-championne du monde en solo en 2001
- 3e aux Championnats du Monde en duo en 1998 avec Myriam Lignot
- 5e aux Championnats du Monde par équipes en 1998
- Vice-championne du monde en solo en 1998

### Championnats du Monde junior
- Vice-championne du monde juniors en solo en 1995

### Championnats d'Europe
- 3e en duo aux Championnats d'Europe en 2004 avec Laure Thibaud
- Championne d'Europe en solo en 2004
- 3e en duo aux Championnats d'Europe en 2003
- Championne d'Europe en solo en 2003
- 3e en duo aux Championnats d'Europe en 2002 avec Myriam Glez
- Championne d'Europe en solo en 2002
- 3e aux Championnats d'Europe par équipes en 2000
- Championne d'Europe en duo en 2000 avec Myriam Lignot
- Vice-championne d'Europe en solo en 2000
- Vice-championne d'Europe en solo, duo et par équipes en 1997
- Vainqueur de la Coupe d'Europe par équipes en 1996

### Championnats de France
- Championne de France en solo aux Championnats élite hiver en 2012
- Championne de France en solo aux Championnats élite hiver en 2011
- Championne de France en solo et par équipes en 2005
- Championne de France en solo en 2004
- Championne de France en solo et duo en 2003
- Championne de France en solo en 2002
- Vice-championne de France par équipes en 2001
- Championne de France en solo et duo en 2001
- Championne de France en solo et en duo en 1999
- Championne de France en solo et en duo en 1997

### Jeux olympiques d'été
- 5e en duo aux Jeux olympiques d'été de 2004 avec Laure Thibaud
- 3e en duo aux Jeux olympiques d'été de 2000 avec Myriam Lignot
- 5e par équipes aux Jeux olympiques d'été de 1996